# Tipasa subrosea
Tipasa subrosea är en fjärilsart som beskrevs av Arnold Pagenstecher 1900. Tipasa subrosea ingår i släktet Tipasa och familjen nattflyn. Inga underarter finns listade i Catalogue of Life.